# Stazione di Yamasaki
La stazione di Yamasaki (山崎駅?, Yamasaki-eki) è una stazione ferroviaria situata nella cittadina di Yakumo, in Hokkaidō, Giappone, servita dalla linea principale Hakodate della JR Hokkaido.

## Strutture e impianti
La stazione, situata lungo il litorale del golfo di Uchiura è dotata di due marciapiedi laterali, di cui uno in parte tronco, con tre binari in superficie. Le banchine sono collegate da una passerella a raso con passaggio a livello interno ai binari ed è presente un piccolo fabbricato viaggiatori non presenziato.

## Movimento
Presso questa stazione fermano treni locali e i rapidi Iris.
| «                         | Servizio                  | »                         |
| Linea principale Hakodate | Linea principale Hakodate | Linea principale Hakodate |
| ------------------------- | ------------------------- | ------------------------- |
| Washinosu                 | Locale                    | Kuroiwa                   |
| Yakumo ←                  | Rapido Iris               | ← Kuroiwa                 |

## Servizi
Il fabbricato viaggiatori è dotato di una piccola sala d'attesa.
- Sala d'attesa

## Interscambi
- Fermata autobus (fermata di Yamasaki-ekimae)